# Jhojan García
Jhojan Orlando García Sosa (Fusagasugá, Cundinamarca, 10 de janeiro de 1998) é um ciclista profissional colombiano de rota. Actualmente corre para a equipa espanhol Caja Rural-Seguros RGA de categoria UCI ProTeam.

## Palmarés
2014
- Volta do Futuro da Colômbia, mais 1 etapa

2016
- Volta de l'Avenir da Colômbia

2019
- - 2.º no Campeonato da Colômbia Contrarrelógio sub-23 
  - 2.º no Campeonato da Colômbia em Estrada sub-23 
  - 1 etapa da Volta ao Vale do Cauca[3]

## Resultados em Grandes Voltas e Campeonatos do Mundo
Durante sua corrida desportiva tem conseguido os seguintes postos nas Grandes Voltas e nos Campeonatos do Mundo:
| Corrida            | Corrida            | 2017 | 2018 | 2019 | 2020 |
| ------------------ | ------------------ | ---- | ---- | ---- | ---- |
|                    | Giro d'Italia      | —    | —    | —    | —    |
|                    | Tour de France     | —    | —    | —    | —    |
|                    | Volta a Espanha    | —    | —    | —    | 71.º |
| Mundial em Estrada | Mundial em Estrada | —    | —    | —    | —    |

—: não participa

Ab.: abandono

## Equipas
- Manzana Postobón Team (2017-05.2019)
- Medellín[4] (06.2019-12.2019)
- Caja Rural-Seguros RGA (2020-)